# Hubert Reeves
Hubert Reeves (n. 13 iulie 1932, Montréal, provincia Québec, Canada – d. 13 octombrie 2023, Paris, Métropole du Grand Paris, Franța) a fost un astrofizician canadian și popularizator al științei.

## Educație
Reeves s-a născut la Montréal pe 13 iulie 1932 și, de mic copil, a locuit în Léry. Reeves a urmat Colegiul Jean-de-Brébeuf, un prestigios colegiu de limbă franceză din Montréal. A obținut diploma de licență în fizică la Universitatea de Montréal în 1953, diploma de master la Universitatea McGill în 1956, cu o teză intitulată „Formarea pozitroniului în hidrogen și heliu” și apoi a finalizat studiile de doctorat la Universitatea Cornell în 1960.

## Carieră
Din 1960 până în 1964, a predat fizică la Universitatea din Montréal și a fost consilier la NASA. A fost director de cercetare la Centrul Național de Cercetări Științifice din Franța (CNRS) din 1965.
Reeves a avut numeroase apariții televizate și de fiecare dată a promovat știința. A locuit la Paris, unde a murit pe 13 octombrie 2023, la vârsta de 91 de ani.

## Onoruri și recunoaștere
În 1976, a fost numit Cavaler al Ordinului Național de Merit (Franța).
În 1986, a fost numit Cavaler al Legiunii de Onoare (Franța). A fost promovat la ofițer în 1994 și la comandant în 2003.
În 1991, a fost numit Ofițer al Ordinului Canadei și a fost promovat la rang de Companion în 2003.
În 1994, a fost numit Ofițer al Ordinului Național din Quebec. A fost promovat la gradul de mare ofițer în 2017.
Asteroidul 9631 Hubertreeves este numit după Reeves.
În 2011, a fost creat Premiul Hubert-Reeves.
În 2019, a primit Premiul Jules Janssen, cel mai înalt premiu al Societății Astronomice din Franța.

## Opere selectate
- Reeves, Hubert (1998). Origins: Speculations on the Cosmos, Earth and Mankind (ed. 1st English-language). London: Arcade Publishing⁠(d). pp. 192pp. ISBN 1-55970-408-X.
- Reeves, Hubert (iulie 1971). Nuclear Reactions in Stellar Surfaces and Their Relations with Stellar Evolution. London: Gordon and Breach⁠(d). pp. 88pp. ISBN 0-677-02960-8.
- Reeves, Hubert (1968). Stellar evolution and nucleosynthesis. New York: Gordon and Breach. ISBN 0-677-30150-2.
- Reeves, Hubert (1981). Atoms of Silence: An Exploration of Cosmic Evolution. Paris: Seuil. p. 282. ISBN 2-02-010170-X.
- Reeves, Hubert (1986). L'heure de s'enivrer : l'univers a-t-il un sens?. ISBN 2-02-014400-X.
- Reeves, Hubert (1994). Dernières nouvelles du cosmos. ISBN 2-02-022831-9.
- Reeves, Hubert; Lenoir, Frédéric (2003). Mal de Terre. Paris: Points. p. 272. ISBN 2-02-079064-5.
- Reeves, Hubert (2005). Chroniques du ciel et de la vie. ISBN 2-02-080030-6.
- Reeves, Hubert (2007). Chroniques des atomes et des galaxies. ISBN 978-2-7578-2297-5.
- Reeves, Hubert; Boutinot, Nelly; Casanave, Daniel; Champion, Claire (2017). Hubert Reeves nous explique la biodiversité. Bruxelles: Le Lombard. ISBN: 9782803670796 ISBN 9782803670796.
- Reeves, Hubert; Boutinot, Nelly; Casanave, Daniel; Champion, Claire (2018). Hubert Reeves nous explique la forêt. Bruxelles: Le Lombard. ISBN: 9782803672325 ISBN 9782803672325.
- Reeves, Hubert; Vandermeulen, David; Casanave, Daniel (2019). Hubert Reeves nous explique les océans. Bruxelles: Le Lombard. ISBN: 9782803673100 ISBN 9782803673100.
- Reeves, Hubert, Michel Cassé, Étienne Klein, Marc Lachièze-Rey, Roland Lehoucq, Jean-Pierre Luminet, Nathalie Palanque-Delabrouille, Nicolas Prantzos, and Sylvie Vauclair. (2019). Petite histoire de la matière et de l'univers.